# Ivar Geelmuyden
Ivar Christian Sommerschild Geelmuyden, född den 8 maj 1819 i Trondhjem, död den 21 maj 1875 i Bergen, var en norsk skolman och läroboksförfattare. Han var bror till Christian Geelmuyden och farbror till Hans Geelmuyden.
Geelmuyden tjänstgjorde några år vid Nissens latin- och realskola i Kristiania samt blev 1852 överlärare vid Fredrikshalds lärda skola och 1862 rektor vid Bergens katedralskola. Åren 1857–1858 och 1865–1875 var han medlem av stortinget samt under flera år ordförande i dess kyrkokommitté. Som skolman åtnjöt Geelmuyden ett stort anseende. Bland hans skrifter märks Geografi for Begyndere (1851), Lærebog i Geografien til Skolebrug (samma år), Engelsk Ordbog (1855), vilka alla utgått i flera upplagor, och Kortfattet statistisk Haandbog over Kongeriget Norges Inddelinger i administrativ, retslig og geistlig Henseende, efter officielle Kilder (1871).